# 勒特湖 (哈弗爾河)
53°26′23″N 12°56′46″E / 53.439656°N 12.946014°E

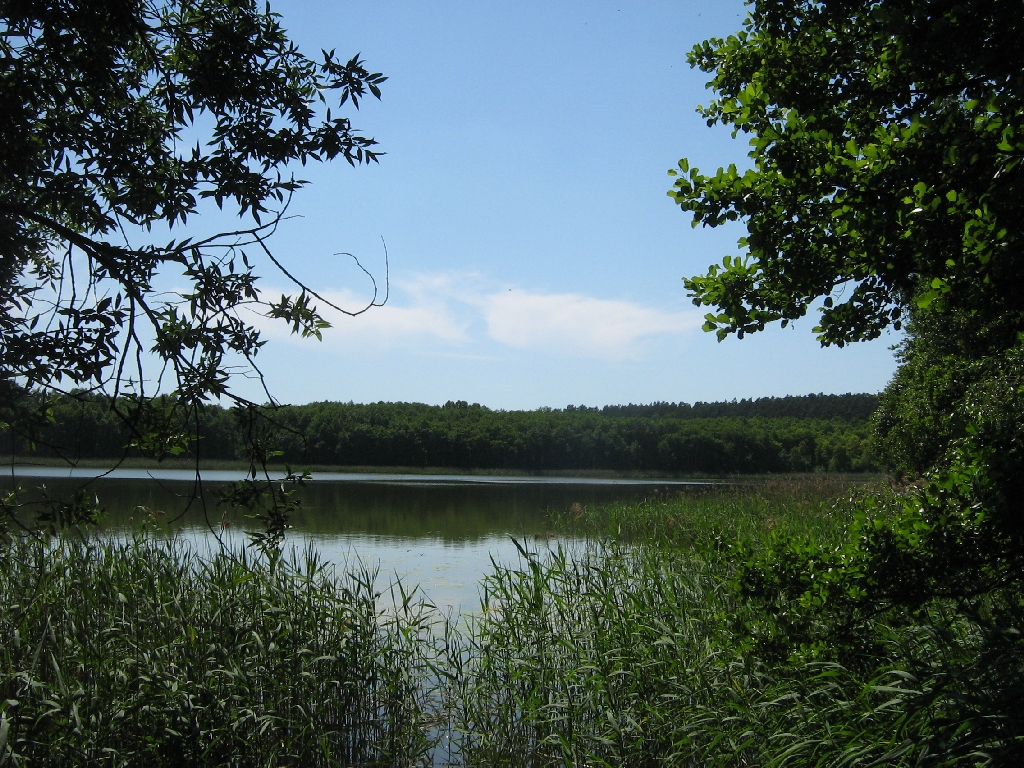

勒特湖（德語：Röthsee），是德國的湖泊，位於該國東北部梅克倫堡-前波美拉尼亞州，由梅克倫堡湖區郡負責管轄，長0.7公里、寬0.4公里，面積0.19平方公里，海拔高度63米。